# 伊斯坦布爾賽車場
伊斯坦布尔赛道也稱為伊斯坦布尔公園（土耳其語：İstanbul Park），位於土耳其伊斯坦堡 的亞洲部份，連近TEM賽道北邊的Kurtkoy交界，連接伊斯坦堡和安卡拉。被大片的森林和草地包圍著，賽道於2005年8月21日的土耳其大奖赛揭幕。
賽道佔地2.215百萬平方米，逆時針方向行走（2005一級方程式賽季中只3有條賽道（包括土耳其）是逆時針方向行走的），共有5,340米長，有12.5至21.5米寬，平均寬度15米，總共有14個彎（6個右彎和8個左彎），最尖的半徑共有15米。起點/終點的直路6有50米長，有4個不同的高度，一級方程式賽車的最高速預計是每小時320.5公里，比賽的長度總共有57圈，總計309.72公里。
賽車場的主看台能容納30,000觀眾，另外，草地看台和臨時看台可以容納超過155,000觀眾。
賽道及其設施是由著名的賽道設計師赫尔曼·蒂尔克所設計，他說設計這條賽道是要用來難倒賽車手的，而土耳其大奖赛一開始就為難了很多車手，有很多車手整個週末都被拋離賽道。
但這條賽道也並非無懈可擊的，在2005年土耳其大奖赛的預賽後，简森·巴顿批評賽道經過週末賽事後變得不平，特別在第8個彎，導致很多車手被滑出賽道，同樣是上海國際賽車場的設計師赫尔曼·蒂尔克了解後，指出有些地方凹陷是因為賽道的位置以前是個沼澤。雅诺·特鲁利則諷刺這條賽道，說他覺得這條賽道很容易適應，而好的表現主要是來自賽車而不是賽車手。
賽道曾經主辦過国际汽车联合会WTCC、FIA GP、FIA GP2、DTM賽事，將會主辦的包括世界摩托車錦標賽和勒芒1000公里。

## 赛道纪录
目前赛道纪录保持者为刘易斯·汉密尔顿，他在2021年土耳其大奖赛第三节排位赛跑出了1分22秒868的成绩。若只计正赛成绩，则为2005年土耳其大奖赛中胡安·巴勃罗·蒙托亚跑出的1分24秒770。

## 相關連結
- F1: Istanbul Park
- Istanbul Park

1. ↑  . intercitypark.com.   [2021-04-16]. （原始内容存档于2013-02-28）.
2. ↑  . www.tilke-ac.de.   [2021-04-16]. （原始内容存档于2009-11-06）.
3. ↑  Charles Bradley. . Autosport.com. 2021-10-09  [2021-11-05]. （原始内容存档于2021-11-05）.